# Адолф Даслер
Адолф Даслер (Херцогенаурах, 3. новембар 1900 — Херцогенаурах, 6. септембар 1978) био је немачки обућар, проналазач, члан Нацистичке партије и предузетник. Оснивач је немачког предузећа Adidas. Млађи је брат Рудолфа Даслера, оснивача предузећа .